# Szász Domokos (püspök)

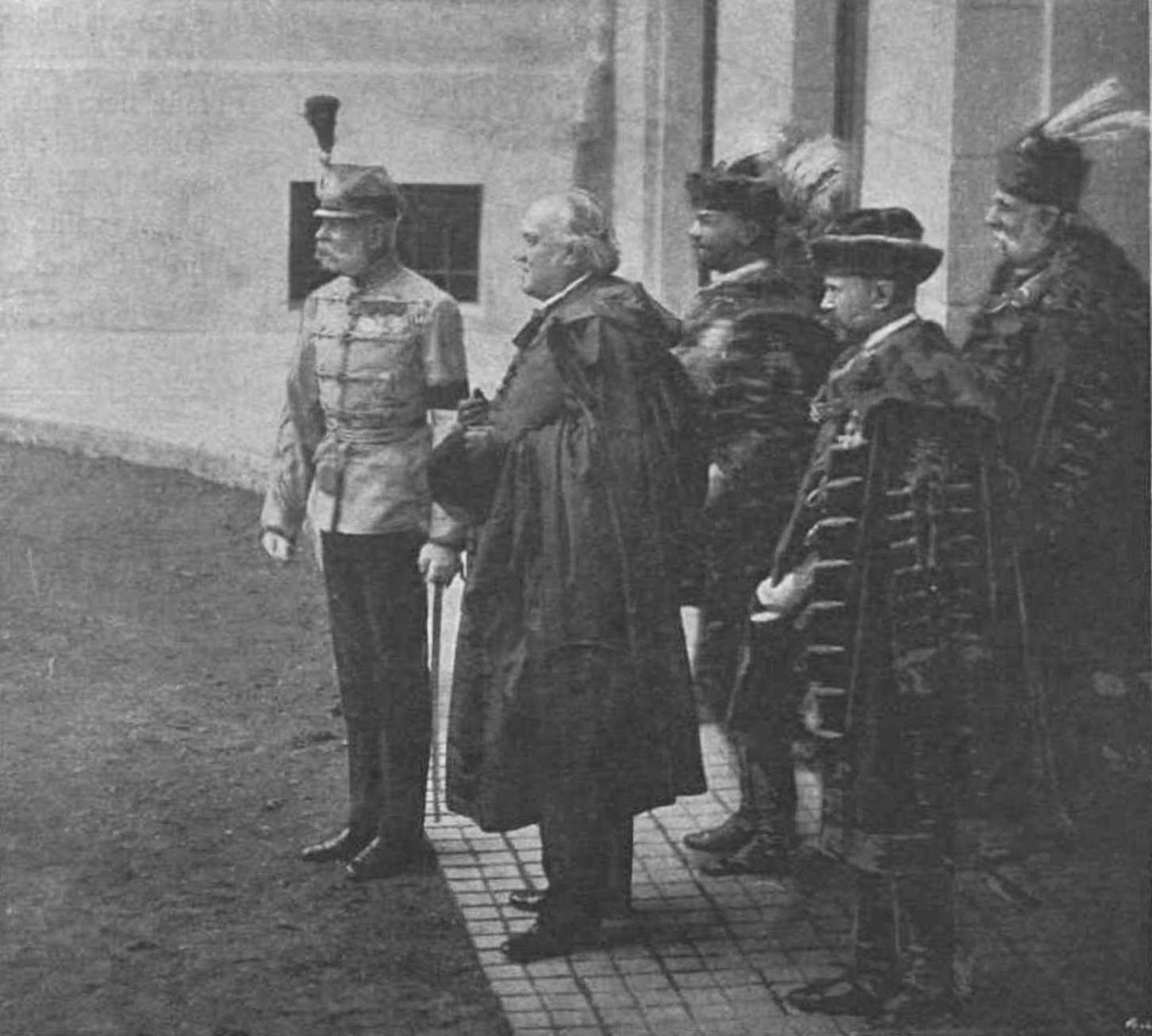
A püspök a király és Bánffy Dezső társaságában

Szemerjai Szász Domokos (Nagyenyed, 1838. május 25. – Kolozsvár, 1899. január 8.) református lelkész, az Erdélyi református egyházkerület püspöke 1885-től haláláig. Testvére volt Szász Károlynak.

## Élete
Kezdetben édesapja, Szász Károly (1798–1853) tanította, majd 1851-ben a marosvásárhelyi főgimnázium hetedik osztályában folytatta tanulmányait. 1855–1859 között teológiát hallgatott Kolozsváron, ahol 1859 augusztusában lelkésszé választották. 1860-ban külföldre ment és egy évig a heidelbergi egyetem hallgatója volt. Visszatérése után részt vett az erdélyi egyházkerület, valamint egyháza és Kolozsvár városa mozgalmaiban és küzdelmeiben. 1870-ben a református egylet alapítását indítványozta. Egyházkerülete igazgató-tanácsossá, 1878-ban generális nótáriussá, állandóan konventi taggá, 1881-ben a debreceni zsinat tagjává, 1885. május 26-án püspökké választotta.
Fontos szerepet játszott a magyarországi protestáns egyesület megalakításában is, amelynek fennállása idején választmányi tagja, az Erdélyi Múzeum-Egyletnek alelnöke, a magyar protestáns irodalmi társaságnak választmányi tagja és 1896. február 25-étől a főrendiháznak is tagja volt. Pályafutásának legfontosabb eredménye a kolozsvári teológiai akadémiának létesítése, amely 1895 őszén nyílt meg, és amelynek gazdag könyvgyűjteményt adományozott. A magyar református lelkészek özvegyei és árvái részére alapított gyámintézet alapszabályait hosszas előmunkálatok alapján ő készítette el. Az ő tervei alapján hajtották végre az úgynevezett tőkesegélyezést a nehéz anyagi helyzetű egyházak talpraállítására.
Versei a Vasárnapi Ujság, Hölgyfutár és Szigeti Album hasábjain jelentek meg, de inkább az egyházi irodalom területén volt jelentős. 1871-1876 között az  Erdélyi Protestáns Közlöny főmunkatársa volt, 1877–1884 között pedig szerkesztője.

## Művei

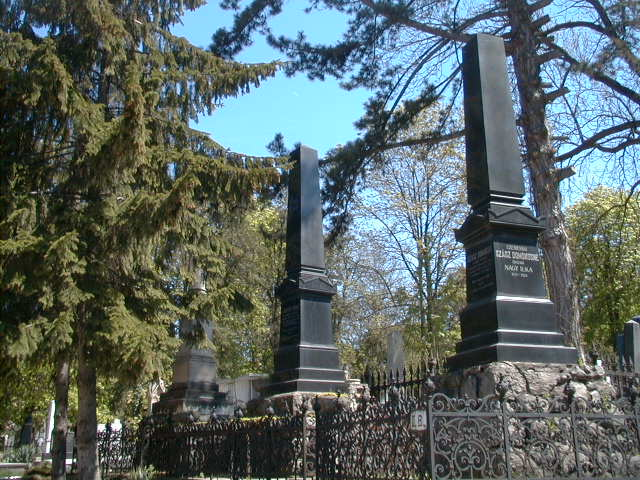
Nagy Péter (1819-1884), Bartók György (1845-1907), Szász Domokos (1838-1899) református püspökök sírja Kolozsvárott, a Házsongárdi temetőben

- Egy falat kenyér története. Levelek az ember életéről, Maçe nyomán. Kolozsvár, 1868
- A romániai misszió története tekintettel Czelder Márton működésére, Kolozsvár, 1870
- Laboulay. Az egyesült-államok története; harmadik korszak: az alkotmány története, fordítás, Pest, 1871
- A vallásos eszmék története, Kolozsvár, 1870, 1873, két füzet
- A confessiók kérdése, kiváló tekintettel az apostoli hitformára, Pest, 1872 (különnyomat a M. prot. egylet Évkönyvéből)
- Losonczi b. Bánffy János képe, fölmutatva egy halotti beszédben Berestelken 1873. december 11., Kolozsvár, 1874
- Halotti ima b. Kemény Ferencz gyászravatala fölött, Kolozsvár, 1875
- A kolozsvári ref. egyház történeti fejlődése a reformátió korától a jelenig. A kolozsvári egyházmegye emlékirata az 1874. egyházkerületi közgyűléshez, Kolozsvár
- A kolozsvári ev. ref. egyházmegye emlékirata az erdélyi ev. ref. egyházkerület papnöveldéje ügyében, Kolozsvár, 1874 (Szász Gerővel)
- A kolozsvári m. kir. tudomány-egyetemmel kapcsolatban felállitandó ev. ref. theol. fakultas és tanárképezde tervezete,  Kolozsvár, 1875. Online
- Válasz Kovács Albert pesti ev. ref. hittanár úrnak az erdélyi ev. ref. egyházkerület papnöveldéje ügyében, Kolozsvár, 1875
- A közügyek bajnoka. Emlékbeszéd legidősb gróf Teleki Domokos végtisztességére, Kolozsvár, 1876
- A protestáns templom. Egyházi beszéd Zsobokon 1878. okt. 20. buzdításul az 1876. aug. 11. leégett templom helyett újnak építésére Kolozsvár, 1879
- Isten szolgája. Emlékbeszéd id. Elekes Károly felett a gyulafehérvári ev. ref. templomban 1878. febr. 17., Kolozsvár, 1878
- Örök harcz. Egyházi beszéd. Az erd. ev. ref. egyházkerület közgyűlése megnyitási ünnepélyén S.-Szt.-Györgyön 1880. máj. 23. tartott, Kolozsvár, 1880
- Ima és egyházi beszéd. A szamosújvári ev. ref. egyházi község megnyitott templomában 1882. szept. 3., Kolozsvár, 1882
- Ima- és emlékbeszédek báró Kemény István ravatala fölött Csombordon 1881. szept. 16., Kolozsvár, 1881 (többekkel együtt)
- Emlékirat a házassági törvénykezés terén mutatkozó controversiák tárgyában, Budapest, 1892
- Hátrahagyott negyven egyházi beszéde, Budapest, 1901., 1903. Két kötet
- Szász Domokos ifjúkori költeményei 1857–1860 Kézirat gyanánt. Marosvásárhely, 1908 (kiadta özvegye és fia)